# 博里索格列布农村居民点
博里索格列布农村居民点（俄语：Борисоглебское сельское поселение）是俄罗斯联邦弗拉基米尔州穆罗姆区所属的一个农村居民点。其下辖有40个居民点，行政中心为博里索格列布。据2016年统计，该农村居民点的人口为6265人。